# Pelargonium roseum
Pelargonium roseum är en näveväxtart som först beskrevs av Gábor Gabriel Andreánszky, och fick sitt nu gällande namn av Robert Brown. Pelargonium roseum ingår i släktet pelargoner, och familjen näveväxter. Inga underarter finns listade i Catalogue of Life.